# アンドリュー・G・マッケイブ
アンドリュー・G「アンディ」マッケイブ (Andrew G. "Andy" McCabe, 1968年3月18日 - ) は、アメリカ合衆国の弁護士。連邦捜査局(FBI)副長官を務め、一時は長官代行も務めた。

## 経歴
1968年3月18日にコネチカット州ハートフォードに誕生した。マッケイブは1990年にデューク大学を卒業し、ワシントン大学で法学博士の学位を取得した。ロースクール在学中に司法省の刑事局にインターンとして勤務した。採用凍結のためにその後3年間民間の法律事務所に勤務し、1996年に連邦捜査局に入局した。そしてニューヨーク支局に配属されて組織犯罪を担当し、その後対テロリズム部門・国家保安部・ワシントン支局で勤務した。2009年には国防総省令2310号が水責め及びその他の尋問技術を禁止した後、尋問技術を研究するプログラムである高価値尋問グループを率いた。
2016年1月9日にジェームズ・コミー長官より副長官に任命され、2月1日に正式に就任した。2017年5月9日にドナルド・トランプ大統領がコミー長官を解任し、副長官だったマッケイブが長官代行に就任した（上院議長の確認が無ければ、副長官は自動的に長官代行となる）。8月2日にクリストファー・レイが正式にFBI長官に就任したことで、マッケイブの長官代行は終了した。
2018年1月29日にFBI副長官を辞任した。マッケイブはトランプ大統領から政治的に偏向していると繰り返し非難されていた。その後もマッケイブはFBIに在籍していたが、ジェフ・セッションズ司法長官より3月16日に即時免職処分が下り解雇される。2日後に年金の満額受給資格を得た上で退職する予定であった。セッションズ長官は、マスコミに情報を権限なしに流したなどの報告を受けた措置だとしている。

### 論争
妻のジル・マッケイブが2015年にバージニア州議会議員選挙に立候補し、彼女はテリー・マコーリフの政治団体及びバージニア州民主党から675,000ドル以上の寄付金を受け取った。このため、共和党はヒラリー・クリントンの電子メール問題に関する調査から自分自身を忌避していないという理由でマッケイブを批判している。FBIはジル・マッケイブの選挙キャンペーン中にアンドリュー・マッケイブは「何の役にも立たず、イベントにも参加せず、資金調達やあらゆる種類の支援に参加しなかった。彼女の選挙キャンペーンの終了の数ヶ月後、マッケイブ副次官は副長官に昇進し、その地位で初めてクリントン国務長官の電子メールの調査における監督の役割を引き受けた。」との声明を発表した。トランプはフロリダで開催された集会でこの問題を指摘し、「ヒラリー・クリントンの調査担当者は、本質的にヒラリー・クリントンからの675万ドルを妻に渡した」と発言した。ジル・マッケイブの選挙キャンペーンは彼がFBI副長官に就任する数ヶ月前に終了し、クリントンの電子メール調査を監督するために導入されたという根拠に基づいて、マッケイブに対する異論を主張する者もいる。2017年1月12日に司法省監察官のマイケル・E・ホロウィッツは、クリントンの電子メール疑惑の扱いに関する他の懸念の中で、アンドリュー・マッケイブが嫌疑をかけていたはずの主張を再検討すると発表した。
マッケイブはまたコミー長官と共に、2016年アメリカ合衆国大統領選挙におけるロシアの干渉に関する継続的な調査について、ラインス・プリーバス大統領首席補佐官と話したことで批判された。

## 参照
1. 1 2 3 4  Wilber, Del Quentin (2016年5月5日). “FBI's new second-in-command makes decisions, not headlines”. Los Angeles Times 2016年10月31日閲覧。
2. 1 2 3  “Andrew McCabe”.   CNBC (2016年9月26日). 2017年5月10日閲覧。
3. 1 2  Williams, Janice (2017年5月9日). “President Donald Trump said "a search for a new permanent FBI director will begin immediately"” (英語). Newsweek 2017年5月10日閲覧。
4. ↑  “Andrew G. McCabe Named Deputy Director of the FBI” (Press release). Federal Bureau of Investigation. 29 January 2016. 2016年10月31日閲覧.
5. ↑  Strohm, Chris; Talev, Margaret; Dennis, Steven T. (2017年5月9日). “Trump Fires FBI Director James Comey Amid Russia Meddling Probe”. Bloomberg L.P. 2017年5月10日閲覧。
6. ↑  レイ新ＦＢＩ長官が就任　コミー氏解任後の空席解消
7. ↑  “米FBI副長官が辞任　トランプ氏が繰り返し非難”. BBC. (2018年1月30日) 2018年3月9日閲覧。{{cite news}}:  CS1メンテナンス: 先頭の0を省略したymd形式の日付 (カテゴリ)
8. ↑  “米司法長官、マッケイブＦＢＩ前副長官を即時解雇－退職の２日前”. bloomberg.co.jp. ブルームバーグ. (2018年3月17日) 2018年3月18日閲覧。
9. ↑  米ＦＢＩ前副長官を免職、退職目前　即座に反論の声明もCNN、2018年3月19日閲覧。
10. 1 2  Barrett, Devlin (2010年10月24日). “Clinton Ally Aided Campaign of FBI Official’s Wife”. Wall Street Journal. ISSN 0099-9660 2017年5月10日閲覧。
11. ↑  Gerstein, Josh (2017年5月9日). “Trump shocks with ouster of FBI's Comey”. Politico. 2017年5月10日閲覧。
12. 1 2  Emery, C. Eugene (2016年10月26日). “Trump says state senate donations led to FBI email coverup” (英語). Politifact 2017年5月10日閲覧。
13. ↑  Horowitz, Michael E. (2016年1月12日). “2016-01-12 DOJ OIG to CEG et al - Review of Clinton Investigation Process”. U.S. Department ofJustice. 2017年5月10日閲覧。
14. ↑  Calabresi, Massimo (2017年2月24日). “The FBI Talked to the White House About Its Russia Probe. That Was Probably Against the Rules”. Time. 2017年5月10日閲覧。
15. ↑  Sciutto, Jim (2017年2月24日). “FBI refused White House request to knock down recent Trump-Russia stories”. CNN. 2017年5月10日閲覧。